# Toxeumelloides
Toxeumelloides is een geslacht van vliesvleugeligen uit de familie Pteromalidae. De wetenschappelijke naam van dit geslacht is voor het eerst geldig gepubliceerd in 1913 door Girault.

## Soorten
Het geslacht Toxeumelloides omvat de volgende soorten:
- Toxeumelloides cavigena Boucek, 1993
- Toxeumelloides pacificus Girault, 1913